# Golfo de Darién
El golfo de Darién es un amplio golfo situado en la parte sur del mar Caribe, entre Panamá y Colombia. Está bordeado por la comarca Guna Yala, la cual limita con la Provincia de Darién, en territorio panameño, y más meridional contiene al golfo de Urabá y la desembocadura del río Atrato, en territorio colombiano.

## Geografía
El golfo de Darién se halla en la parte más meridional del mar Caribe, al noreste de la frontera entre Panamá y Colombia. Su parte sur contiene el golfo de Urabá, entre Punta Caribana al este y el cabo Tiburón al oeste. La ciudad portuaria de Turbo y el delta del río Atrato se hallan en su parte meridional.

## Historia
Hacía aquí se dirigieron los esfuerzos del Proyecto Darién, una tentativa colonial realizado de forma independiente por Escocia en América. La primera expedición de cinco naves (Saint Andrew, Caledonia, Unicorn, Dolphin, y Endeavour) salió del puerto de Leith el 14 de julio de 1698, con alrededor de 1.200 personas a bordo. Sus órdenes eran dirigirse a la bahía de Darién y la isla conocida como Isla de Oro, algunas millas a sotavento de la boca del gran río de Darién, y establecerse en el continente. Después de hacer escala en Madeira y el Caribe, la flota recaló en Darién el 2 de noviembre. Los colonos bautizaron su nuevo hogar como “Nueva Caledonia”. La colonia fue abandonada tras solo ocho meses de ocupación.